# Crimonmogate House

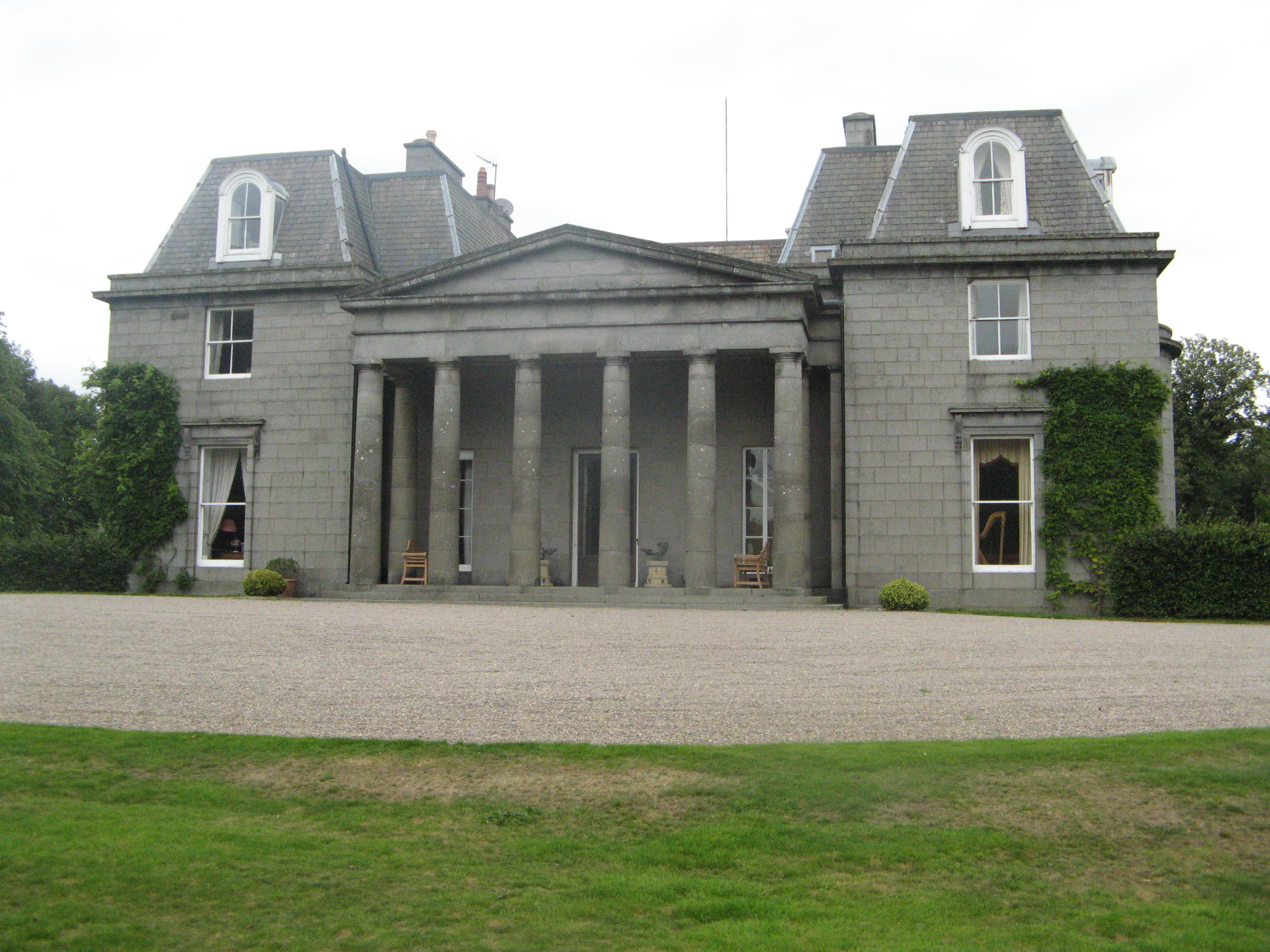
Crimonmogate House

Crimonmogate House ist ein Herrenhaus nahe der schottischen Ortschaft Crimond in der Council Area Aberdeenshire. 1971 wurde das Bauwerk in die schottischen Denkmallisten in der höchsten Denkmalkategorie A aufgenommen. Das Gesamtanwesen ist im schottischen Register für Landschaftsgärten verzeichnet. In einer von sieben Kategorien wurde das höchste Prädikat „herausragend“ verliehen.

## Geschichte
Das Anwesen zählte seit dem 17. Jahrhundert zu den Besitztümern der Earls of Erroll. Möglicherweise aus finanzieller Abwägung veräußerten sie es in den 1730er Jahren an die Familie Abernethy. Bis zum späten 18. Jahrhundert hatte die Familie Milne das Anwesen erworben, möglicherweise durch die Gewinne, die Patrick Milne im Überseehandel erzielt hatte. Mit seinem Tod 1820 vererbte Milne Crimonmogate an Charles Bannerman. Zu Zeiten seines Ablebens waren die Planungen zur Errichtung des heutigen Herrenhauses bereits im Gange. Als Architekt fungierte Archibald Simpson. Bannerman ließ nicht nur um 1825 Crimonmogate House errichten, sondern entwickelte auch innerhalb von 30 Jahren die umgebende Parklandschaft des zuvor als baumlos beschriebenen Anwesens. Sein Sohn Alexander führte die Arbeiten fort. Das Herrenhaus ließ er in den 1860er Jahren umgestalten und erweitern. Gegen Ende des 19. Jahrhunderts kam Crimonmogate is den Besitz der Familie Carnegie, die es etwa ein Jahrhundert lang besaß und bis heute noch ein Landstück des zwischenzeitlich aufgespaltenen Anwesen hält.

## Beschreibung
Das Herrenhaus steht isoliert rund drei Kilometer nordwestlich von Crimond und vier Kilometer abseits der Nordseeküste. Das zweistöckige Herrenhaus ist im klassizistischen Stil des Greek Revival ausgestaltet. An der sieben Achsen weiten, südexponierten Hauptfassade tritt ein Portikus mit Dreiecksgiebel und sechs dorischen Säulen heraus. Die flankierenden Flügel schließen mit steilen Plattformdächern, in die rundbogige Dachgauben eingelassen sind.